# میجیانو
میجیانو (به ایتالیایی: Miggiano) یک کومونه در ایتالیا است که در استان لچه واقع شده‌است.

## خصوصیات
میجیانو ۷ کیلومترمربع مساحت و ۳٬۶۸۴ نفر جمعیت دارد و ۱۰۷ متر بالاتر از سطح دریا واقع شده‌است.